# 제3군단 (베트남 공화국)

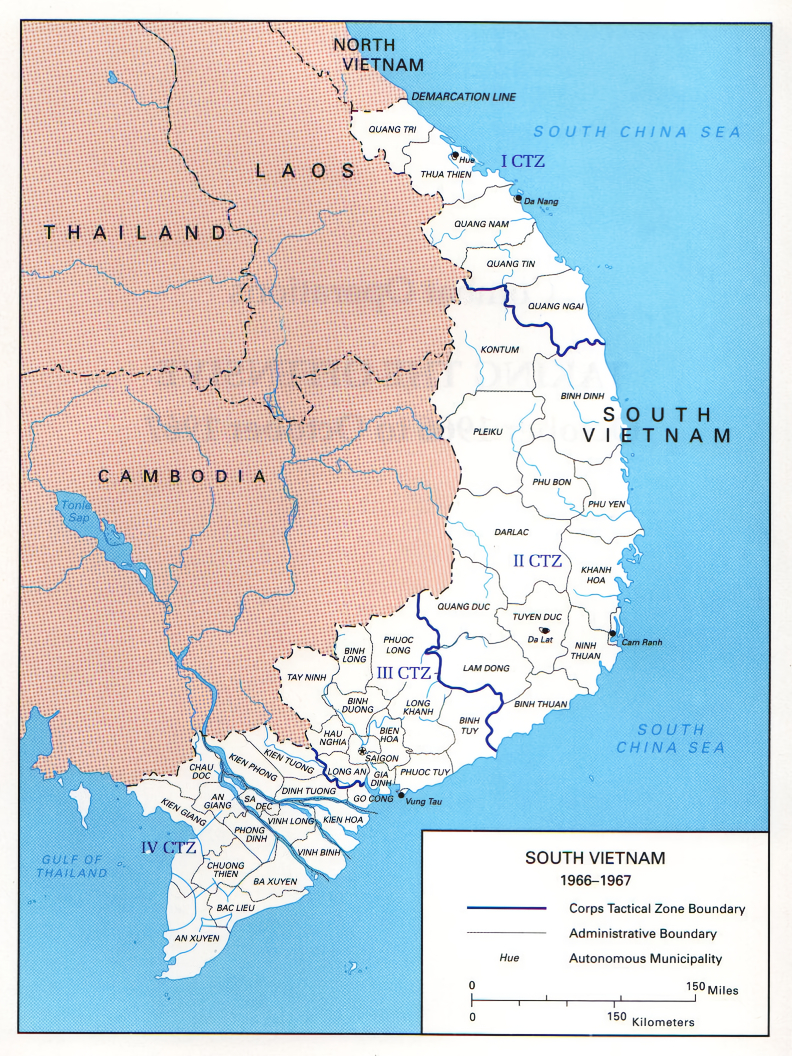
베트남 공화국의 군단 위치가 표시된 지도

제3군단(베트남어: Quân đoàn IV)은 베트남 공화국 육군의 4개의 군단 중 하나로서 베트남 공화국의 수도인 사이공을 포함한 남부 지역을 방어하는 핵심 사단이다.

## 사단

제5사단
제18사단
제25사단